# Modisimus selvanegra
Modisimus selvanegra är en spindelart som beskrevs av Huber 1998. Modisimus selvanegra ingår i släktet Modisimus och familjen dallerspindlar.
Artens utbredningsområde är Nicaragua. Inga underarter finns listade i Catalogue of Life.